# Lukavica (Lazarevac)
Pour les articles homonymes, voir Lukavica.
Lukavica (en serbe cyrillique : Лукавица) est un village de Serbie situé dans la municipalité de Lazarevac et sur le territoire de la Ville de Belgrade. Au recensement de 2011, il comptait 442 habitants.

## Géographie

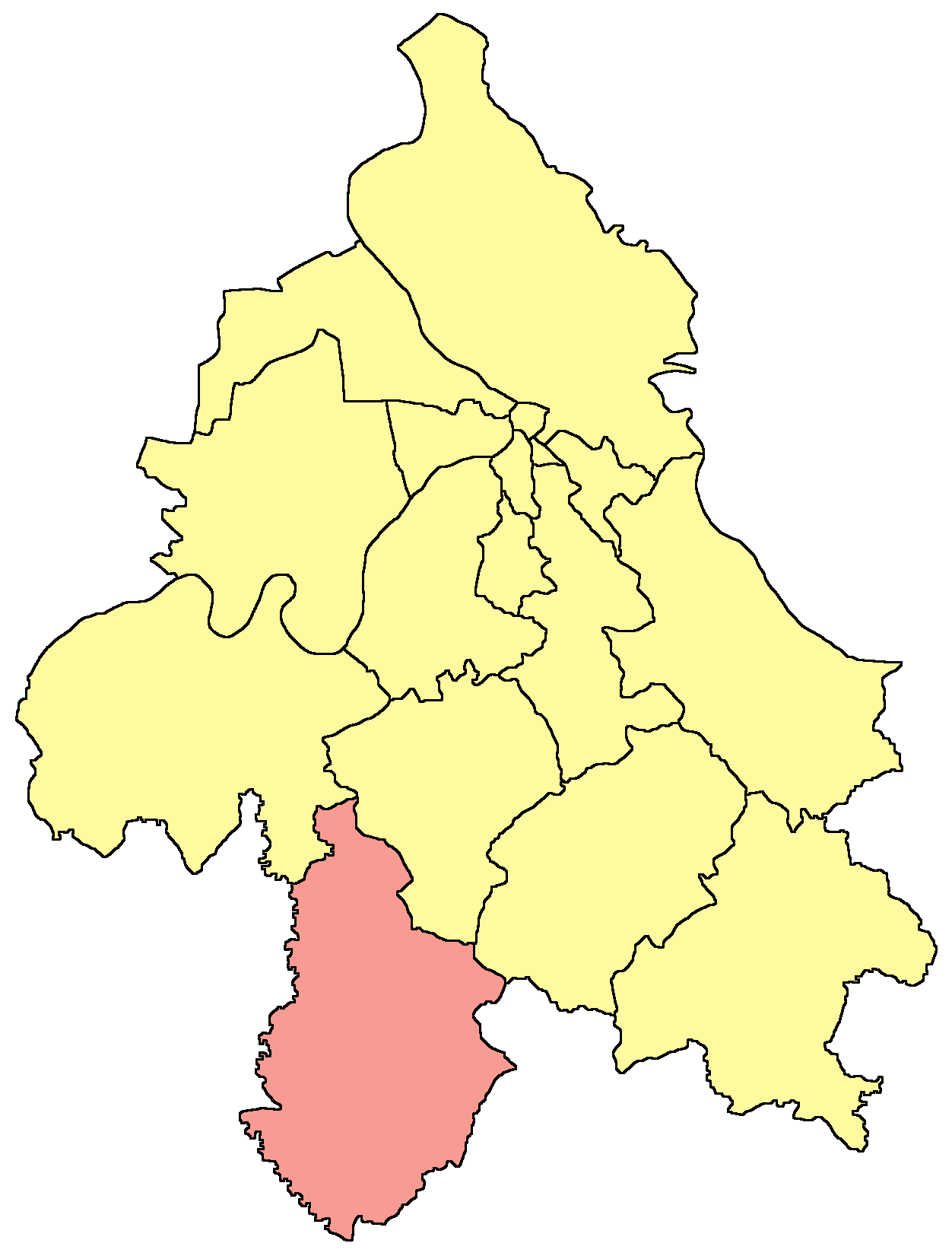
Localisation de la municipalité de Lazarevac dans la Ville de Belgrade

## Démographie

### Évolution historique de la population
| 1948 | 1953 | 1961 | 1971  | 1981  | 1991 | 2002 | 2011 |
| ---- | ---- | ---- | ----- | ----- | ---- | ---- | ---- |
| 677  | 720  | 820  | 1 281 | 1 522 | 577  | 455  | 442  |

|  |

### Données de 2002
Pyramide des âges (2002)
En 2002, l'âge moyen de la population était de 37,4 ans pour les hommes et 38,1 ans pour les femmes.
Répartition de la population par nationalités (2002)
En 2002, les Serbes représentaient 98,68 % de la population.

### Données de 2011
En 2011, l'âge moyen de la population était de 39,3 ans, 40 ans pour les hommes et 38,7 ans pour les femmes.

## Éducation
L'école élémentaire Knez Lazar de Lazarevac, qui a ouvert ses portes en 1994, gère une annexe à Lukavica,.